# Тенпо
Тенпо (天保) је јапанска ера (ненко) која је настала после Бунсеи и пре Кока ере. Временски је трајала од децембра 1830. до децембра 1844. године и припадала је Едо периоду. Владајући монарх био је цар Нинко. Само име Тенпо у грубом преводу може значити "Небеска (царска) заштита" а именована је у циљу обележавања великих несрећа попут великог пожара у Еду и земљотреса у Кјоту.

## Важнији догађајиТенпоере
- 1833-1836. (Тенпо 4-7): Велика Тенпо глад.[2]
- 1834. (Тенпо 5): Рођен је Кондо Исами.
- 1835. (Тенпо 6): Издат је бакарни новац познат као „Тенпо цухо“.[3]
- 20. јул 1835. (Тенпо 6, седми дан шестог месеца): Земљотрес у Санрику јачине 7.6 рихтерове скале.[4]
  - 5. маја рођен је Хиџиката Тошизо.
- 1836. (Тенпо 7): Рођен је Мацудаира Катамори у Еду.
- 1837. (Тенпо 7): Токугава Ијејоши постаје дванаести шогун Токугава шогуната.[5]
- 1837. (Тенпо 8): Рођен је Токугава Јошинобу.
- 1837. (Тенпо 8): Ошио Хеихачиро и Икута Јорозу организују побуне против власти (Темпо џикен).[6][7]
- 1837. (Тенпо 8): Морисон инцидент — брод САД бомбардован је са обала Ураге и Кагошиме јер се оглушио о закон забране доласка странаца на обале Јапана.[8]
- 1837-1843. (Тенпо 8-14): Исковани су нови златници и сребрњаци названи „Тенпо кингин“.[3]
- 12. децембар 1840. (Тенпо 11, деветнаести дан једанаестог месеца): Умире бивши цар Кокаку.[9]
- 25. април 1843. (Тенпо 14, двадесетпети дан трећег месеца): Земљотрес у Хокаиду погађа места Језо, Куширо и Немуро. Јачина потреса је 8.4 на рихтеровој скали.[4]
- 1844. (Тенпо 15): Исправљене су грешке у лунарном календару. Нови календар назван је „Тенпо џинин“ и био је последњи пре успостављања модерног грегоријанског календара 1872. године.[10]
- 1844. (Тенпо 15): Устанак у области Чошу. Исте године рођен је Саито Хаџиме у Еду.

## О ери
Тенпо ера се често узима као полазна тачка за почетак свргавање система шогуната. Иако је током ере донето доста реформи, а сама култура цветала, углед који је влада имала у земљи почео је све више да опада. Разлог понајвише лежи у обрачунавању са проблемима попут пропадања усева 1833. (понајвише због лошег времена) што је донело до велике четворогодишње глади. Цена хране нагло је скочила а све заједно довело је до великих побуна против владе. Иако шогунат није био одговоран за лоше време и пропаст усева, становици су се у свом очајању да пронађу кривца окренули против актуелне власти. Један од вођа устанака Ошио Хеихачиро, који је водио највећу групу устаника сматрао је да су „природне непогоде небески знак да су богови незадовољни актуелном владом“. Као олакшицу Мизуно Тадакуни доноси реформу које би излечила пољуљану економију али те одлуке неће на крају успети да спасу систем и поверење шогунске владавине у годинама које престоје. 
Дванаести шогун Токугава Ијејоши који је био актуелан у Тенпо ери није остао записан у историји као способан владар. И сам веома болестан није успео да се успешно избори са побунама, глађу, болестима и надирајућим утицајима странаца. Његова владавина трајаће од 1837. до 1853. године.

## Велика Тенпо глад
Велика глад која је задесила Јапан 1830-тих настала је због наглог пада температуре који је уништио усеве и навео трговце да подигну цену хране који нажалост многи нису имали да плате. Велики број људи је умро од глади и остало је забележено да је стопа смртности села на североистоку земље порасло за 37% док је за град Такајама проценат износио чак 45%. Како су усеви пропадали а цене расле људи су почели да живе на оскудним намирницама једући лишће, корење па чак и своје мантиле од сламе" што је на крају изазивало многе болести попут грипа, малих и великих богиња, куге. Хиљаде људи умрло је на врхунцу глади од 1836. до 1837. године.Раст цена пиринча погодила је економију земље која је пак утицала на сва друга поља у земљи. Самураји, као издржавана класа која се у хијерархији налази изнад сељака и сама је осетила беду глади јер им је као мера спасења смањено издржавање. 

## Побуна
Једна од већих побуна која је обележила Тенпо глад била је побуна Ошиа Хеихачира који је повео људе 1830-тих добивши епитет „јонаоши даимјоџин“ или у грубом преводу „спасилац света“ због свог покушаја моралне рестаурације. Као бивши полицајац и учењак Ошио Хеихачиро (1792-1837) затражио је помоћ од градских заступника богатих трговаца Осаке за проблеме становништва али је наишао само на равнодушност и безосећајност људи који су имали моћ да то промене. Разочаран, Ошио је организовао побуну сакупивши око 300 подржавалаца од сиромашних грађана до незадовољних земљорадника са села. Као маса у револту запалили су једну петину града Осаке али је врло брзо маса савладана па је Ошио у поразу извршио самоубиство.
Осим Ошиа и учењак Икута Јорозо (1801-1837) био је један од организатора побуне које је обележила еру Тенпо. Икута је био млад учитељ који је држао школу махом за адолесценте земљорадничке класе. Како је и он био погођен великом глади (а локалне бирократе нису биле вољне да помогну) повео је своје ученике и остале сељаке у напад на оне за које је сматрао одговорним за локалне проблеме. Након што је маса поражена Икута је као и Ошио одузео сопствени живот.

## Огата Коан и школа Текиџуку
Године 1838. лекар Огата Коан оснива школу (академију) за медицинске науке и рангаку студије. Школа је названа Текиџуку а Огата је лично охрабривао све који који желе да изучавају ове науке, посебно рангаку и холански језик над којима је провео многе године изучавајући их. Међутим школа је била строга а студенти су били под великим притиском што је изазивало фрустрације. Многи од њих су у бесу ударали мачевима у потпорне стубове главне хали остављајући трагове оштрица. Огата ту праксу није забрањивао нити кажњавао тврдећи да је безопасна и рекреативна.
Огата је добар део живота посветио рангаку студијама што се и видело у Текиџикуу. Иако је после сакоку отварања ова наука постала застарела Огата је остао познат у историји као особа која је донела и прихватила значајне медицинске термине али и процедуре излечења и неге.

## Морисон инцидент
Током 1837. године, након што је спасила неколико јапанских бродоломника, амерички трговачки брод „Морисон“ упловљава у воде Јапана како би са враћањем јапанских држављана успео да добије дозволу за трговину. Нажалост баш у то време је у Јапану био на снази закон који је наређивао одбијање страних бродова силом, па је на амерички брод пуцано а цео догађај остао је познат као Морисон инцидент.
Одређена група људи се није слагала са овом политиком (већина њих били су студенти рангаку студија) и гласно су критиковали власт због њеног односа са страним земљама пропагирајући обарање дугорочне сакоку политике. Група која је ословљавана као „Бангаку шачу“ алармирала је са својим ставовима владу која је ухапсила 26 чланова, ограничила подучавање страних наука и штампање књига, чинећи изучавање рангакуа тешким, скоро забрањеним подухватом.

## Тенпо реформе
Поред свих проблема, посебно са глађу изазвану временским непогодама, шогунат је донео нови низ одлука, обједињено назване „Тенпо реформе“ (1841-1843) у чијем уделу највише имао Мизуно Тадакуни један од доминантних вођа бакуфуа. Циљ реформи био је да реши економску ситуацију изазвану пропадањем усева тако што ће поново вратити традиционалне методе јапанске економије што је за класу самураја значило повратак у период образовања и војне обавезе што протеклих година није било строго записано (самураји су могли да се баве трговином као допуну буџета). Донета је строга контрола у класама а за путовање се морала добити посебна дозвола што је понајвише било намењено земљорадницима чији је задатак био да буду на својим пољима и да раде. На тај начин путујућа трговина је ограничена што је довело до пада цена. Како би подигао економију Мизунов циљ био је следећи: " Моралне реформе, подстицање штедљивости, смањење броја запослених, штампање новца, узимање кредита од богатих трговачких кућа и укидање самураја дугова". Иако јасно дефинисан циљ, влада се ипак сусрела са великим приговорима од стране даимјоа због земљишне политике јер је бакуфу у циљу контроле повећавао утицај и ауторитет над њиховим областима.
Иако се реформа завршила неуспехом увођење ове економске промене данас се сматра почетком приступа који који је на крају довео до модернизације јапанске економије.

## Пожари у Едо замку
Замак Едо је два пута захватио пожар у Тенпо ери. Први пут се то десило 1839, а други 1843. године и без обзира на бурне периоде побуне ниједан од њих није настао од устаника.

### Ревизија календара
Током Тенпо ере Коиде Шуки преводи делове текстова Жозефа Лаланда о његовом астрономском раду. Након изучавања Коиде увиђа прецизност европског календара и предлаже астрономском савету да га уврсти али наилази на одбијање. Ипак Коидов рад и преводи западних књига утицали су на нови ревизију календара након што је велики број грешака пронађем у претходном лунарном па је нови календар званично усвојен 1844. под именом „Тенпо џинин“. Тај календар користиће се у Јапану све до 1872. кад је усвојен грегоријански.